# Luka Menalo
Luka Menalo (Split, 22. srpnja 1996.) bosanskohercegovački je nogometaš koji igra na poziciji lijevog krila. Trenutačno igra za Rijeku.

## Klupska karijera
Rođen je u Splitu, a odrastao je u Čapljini gdje je karijeru započeo u mjesnome klubu. U siječnju 2015. privukao je pažnju Širokoga Brijega koji je s njim potpisao petogodišnji ugovor. Za Široki Brijeg nastupio je 71 put i upisao 28 pogodaka. U dvije sezone, dvaput je proglašen za najboljega mladoga igrača lige. Za Dinamo Zagreb potpisao je 13. veljače 2018. petogodišnji ugovor. Za zagrebački klub debitirao je 27. srpnja 2018. protiv NK Rudeša. U siječnju 2019., Dinamo ga je poslao na šestomjesečnu posudbu u Slaven Belupo u kojemu je skupio 12 nastupa. Ubrzo nakon povratka u klub, Dinamo ga je poslao na novu posudbu, ovoga puta na godinu dana i to Olimpiji iz Ljubljane. Za ljubljanski klub nastupio je u 33 utakmice i postigao 10 pogodaka. Nakon ponovnoga povratka u Dinamo, nastupio je dva puta i postigao tri pogotka. Potom je poslan na novu posudbu, i to u Rijeku.

## Reprezentativna karijera
Iako je rođen u Splitu, Luka se odlučio nastupati za reprezentaciju Bosne i Herccegovine. Igrao je za  omladinske momčadi Bosne i Hercegovine. Za seniore je debitirao 28. siječnja 2018. protiv Sjedinjenih Američkih Država.

## Priznanja

### Klupska
Široki Brijeg
- Nogometni kup Bosne i Hercegovine (1): 2016./17.

Dinamo Zagreb
- 1. HNL/HNL (4): 2018./19., 2021./22., 2022./23., 2023./24.
- Hrvatski nogometni kup (1): 2023./24.
- Hrvatski nogometni superkup (2): 2022., 2023.

Celje
- 1. SNL (1): 2023./24.

Rijeka
- HNL (1): 2024./25.
- Hrvatski kup (1): 2024./25.

## Vanjske poveznice
- Profil, Soccerway
- Profil, Transfermarkt